# Chaetonotus variosquamatus
Chaetonotus variosquamatus är en djurart som tillhör fylumet bukhårsdjur, och som beskrevs av Mock 1979. Chaetonotus variosquamatus ingår i släktet Chaetonotus och familjen Chaetonotidae. Arten är reproducerande i Sverige. Inga underarter finns listade i Catalogue of Life.